# Bandung (bebida)

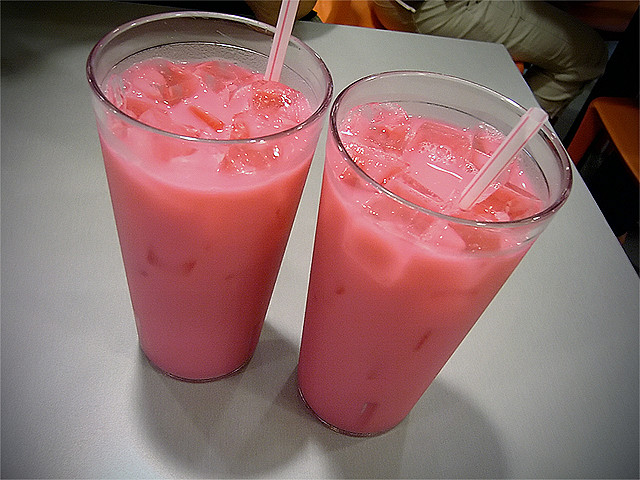
Duas bebidas Bandungs.

Bandung, sirap bandung, ou ar bandung é uma bebida popular na Malásia, Singapura e em Brunei. Ela consiste em leite evaporado ou leite condensado aromatizado com xarope de rosas, dando ao líquido uma cor de rosa bastante vibrante. A bebida é uma adaptação do leite de rosas servido na Índia.
O bandung é bastante comum na Malásia e pode ser facilmente encontrado para venda em restaurantes, mercados populares, e em bancas de vendedores de rua. Ela é popular especialmente durante o verão e os dias de calor, já que é feita para ser servida gelada, geralmente com muitas pedras de gelo sendo colocadas dentro do copo para servir.

## Etimologia
Na língua malaia, o termo bandung significa "pares"; no entanto, o termo não tem conexão com o nome da bebida. Já sirap significa "xarope" - referindo-se ao líquido usado produzido com base em rosas - e air que significa "água".
Apesar do nome ser o mesmo de uma cidade em Java Ocidental, na Indonésia, o bandung não se originou lá e também não é comum da região.

## Características
Bandung é uma bebida muito popular na Malásia e na Singapura, especialmente entre comunidades malaias. Geralmente ela é servida durante o Iftar (a refeição que quebra o jejum diário), durante o mês do Ramadão, ou em festas de recepção de casamento, acompanhando outras comidas como nasi beriani ou rendang (um prato com carne e leite de coco). Versões modernas incluem a adição de água gaseificada, ou substituem completamente a água utilizada na preparação por água com gás. Existe uma versão que mergulha cubos de gelatina de grama na bebida, chamada de bandung cincau - cincau é o nome dado à gelatina na lingua malaia.
O bandung pode ser feito com leite condensado, leite evaporado, ou leite integral, sozinhos ou separados, de acordo com a consistência e sabor desejados.
A bebida pode ser comprada já pronta ou feita em casa.